# Le Ruisseau (film, 1919)
Pour plus de détails, voir Fiche technique et Distribution.
Le Ruisseau (The Virtuous Model) est un film américain réalisé par Albert Capellani, sorti en 1919.

## Fiche technique
- Titre original : The Virtuous Model
- Titre français : Le Ruisseau
- Réalisation : Albert Capellani
- Scénario : Albert Capellani d'après la pièce de Pierre Wolff
- Photographie : Lucien Andriot
- Directeur artistique : Henri Ménessier
- Pays d'origine : États-Unis
- Format : Noir et blanc - 1,33:1 - Film muet
- Genre : drame
- Date de sortie : 1919

## Distribution
- Dolores Cassinelli : Denise Fleury
- Helen Lowell (en) : Mrs Fleury
- May Hopkins : Suzanne Carton
- Vincent Serrano (en) : Paul Brehant
- Franklyn Farnum : Edward Dorin